# Битка код Дегоа
Битка код Дегоа вођена је 14. и 15. априла 1796. године између француске војске са једне и аустријско-сардинске војске са друге стране. Део је Француских револуционарних ратова тј. Рата прве коалиције, а завршена је француском победом.

## Битка
Након пораза код Монтенота (12. априла), аустријски генерал Еуген Аржанто зауставља се код Дегоа, а пук Филипа Вукасовића повукао се према Саселу. Врховни аустријски командант, Јохан Боље, наредио је да се код Дегоа заустави надирање Француза. Због тога је тамо упутио Вукасовића. Наполеон је за Аустријанцима упутио дивизију Ла Арпа, а са главнином се припремао да крене ка Чеви против војске Пијемонта. Сазнавши да су се Аустријанци зауставили код Дегоа, Бонапарта је долином Бормиде послао и дивизију Масене. Масена је са обе дивизије (око 9000 људи) напао Аустријанце (око 5500), обухватио их и великим делом заробио. Аустријанци су изгубили 3000 људи, а остатак се повукао ка Спињу. Масена и Ла Арп остали су код Дегоа где их је следећег дана напао Вукасовић са око 3500 људи. Борба је била слична оној од претходног дана. Аустријска војска је опкољена. Обухваћен, Вукасовић се са 1700 људи повукао према северу. Французи су изгубили 938 људи.